# Прапори провінцій Коста-Рики
Прапор регіону Коста-Рики — офіційний символ, який має кожна провінція.

## Список

Алахуела (провінція)
Картаго (провінція)
Гуанакасте (провінція)
Ередія (провінція)
Пунтаренас (провінція)
Лимон (провінція)
Сан-Хосе (провінція)